# اوواری نو سراف
سراف پایان یا اوواری نو سراف (به ژاپنی: 終わりのセラフ Owari no Serafu) که با نام پایان جهان هم معروف است، یک مجموعه مانگا ژاپنی به نویسندگی تاکایا کاگامی و طراحی یاماتو یاماموتو است. این مجموعه از سپتامبر ۲۰۱۲ در مجلهٔ انتشارات شوئیشا یعنی جامپ اسکوئر در حال چاپ است. داستان مجموعه در دنیایی روایت می‌شود که در آن ویروسی ناشناخته اکثر مردم جهان را آلوده کرده و تنها کودکان زیر سن سیزده سال تحت تأثیر آن قرار نگرفتند. در این بین پسری جوان به نام یوئیچیرو هیاکویا، به دنبال انتقام از خون‌آشام‌هایی بود که تقریباً تمام اعضای یتیم‌خانه او را کشته بودند.
یک مجموعه تلویزیونی انیمه نیز برپایه نسخه مانگا توسط ویت استودیو و به کارگردانی دایسوکه توکودو ساخته شده‌است که بخش اول آن به تعداد ۱۲ قسمت از آوریل تا ژوئن ۲۰۱۵ پخش گردید و بخش دوم آن در ۱۲ قسمت از اکتبر تا دسامبر ۲۰۱۵ پخش شد و این دو فصل با هم یک مجموعه ۲۴ قسمتی را ایجاد کردند.

## داستان
در سال ۲۰۱۲، ویروسی کشنده ۱/۱۰ مردم زمین را به کام مرگ کشاند و تنها کودکان زیر سن سیزده سال تحت تأثیر آن قرار نگرفتند. این واقعه به خون‌آشام‌ها اجازه داد تا از گوشه و کنار زمین ظهور کنند و باقی مانده نسل بشر را به بردگی بگیرند. برای مدت چهار سال، یوئیچیرو هیاکویا در کنار اعضای پرورشگاهش همانند دامی برای خون‌آشام‌ها به‌شمار می‌رفتند و تنها به واسطهٔ خونی که در رگ‌هایشان جریان داشت مجاز به زندگی بودند، اما او و یکی از دوستانش به نام میکائلا نقشه‌ای برای تغییر این وضعیت کشیدند. آن‌ها در یکی از شب‌ها، برای فرار از یتیم‌خانهٔ هیاکویا همراه با کودکان دیگر برنامه‌ریزی کردند. اما در نتیجه این فرار تمام اعضای یتیم‌خانه جانشان را از دست دادند و در نهایت میکائلا نیز خود را برای نجات یافتن یوئیچیرو فدا نمود. یوئیچیرو موفق شد به جهان خارجی فرار کند، جایی که او به ارتش شیطانی امپراتوری ژاپن برای انتقام از خون‌آشام‌ها پیوست.